# Juanmi Latasa
Juan Miguel "Juanmi" Latasa, né le 23 mars 2001 à Madrid en Espagne, est un footballeur espagnol qui joue au poste d'avant centre au Real Valladolid.

## Biographie

### En club
Né à Madrid en Espagne, Juanmi Latasa est formé par l'AD Unión Adarve (en) avant de poursuivre sa formation au Real Madrid, qu'il rejoint en 2016. Il intègre la Castilla en 2019, où il s'impose sous les ordres de Raúl.
Carlo Ancelotti lui donne finalement sa chance en équipe première, le faisant entrer en jeu le 15 mai 2022, lors d'une rencontre de Liga contre le Cádiz CF. Les deux équipes se neutralisent ce jour-là (1-1 score final). Cette saison-là il remporte le Championnat d'Espagne, le Real Madrid étant sacré pour la 35e fois de son histoire.
Le 26 août 2022, Juanmi Latasa rejoint le Getafe CF sous la forme d'un prêt d'une saison, avec option d'achat. Il joue son premier match pour Getafe le 28 août 2022, lors d'une rencontre de championnat contre le Villarreal CF. Il entre en jeu à la place de Borja Mayoral et les deux équipes se séparent sur un score nul de zéro à zéro. Latasa inscrit son premier but pour Getafe lors d'un match de coupe d'Espagne face au CD San Roque de Lepe (en). Entré en jeu à la pause, il marque trois minutes plus tard et participe à la victoire, après prolongation, de son équipe (2-3 score final),.

### En sélection
Juanmi Latasa représente l'équipe d'Espagne des moins de 19 ans pour un total de trois matchs joués, tous en 2019.
Avec les moins de 20 ans Latasa joue trois matchs, tous en 2019 et marque un but.

## Palmarès

### En club
Real Madrid
- Championnat d'Espagne
  - Vainqueur: 2021-22.